# روابط خارجی ارمنستان
روابط خارجی ارمنستان (ارمنی: Հայաստանի Հանրապետության արտաքին քաղաքականություն; انگلیسی: Foreign relations of Armenia)، ارمنستان در بیش از ۴۰ سازمان بین‌المللی عضویت دارد که برخی از آنها عبارتنداز: بانک بین‌المللی بازسازی و توسعه، سازمان امنیت و همکاری اروپا، سازمان تجارت جهانی، سازمان ملل متحد، شورای اروپا، صندوق بین‌المللی پول، فرانسه‌زبانی، کشورهای مستقل همسود، ناتو و در برخی عضو ناظر است که عبارتنداز: جنبش عدم تعهد، مجمع اقتصادی اوراسیا، وزیر امور خارجه فعلی جمهوری ارمنستان، ادوارد نالباندیان می‌باشد.

## به رسمیت شناختن نسل‌کشی ارمنی‌ها
کشورهایی که پارلمانشان نسل‌کشی ارمنی‌ها را به رسمیت شناخته‌اند عبارتنداز:
آرژانتین، آلمان، اتریش، ارمنستان، اروگوئه، اسلواکی، ایتالیا، برزیل، بلژیک، بلغارستان، بولیوی، پاراگوئه، جمهوری چک، روسیه، سوئیس، سوئد، سوریه، شیلی، فرانسه، قبرس، کانادا، لبنان، لوکزامبورگ، لهستان، لیتوانی، واتیکان سیتی، ونزوئلا، هلند، و یونان

## روابط دیپلماتیک با کشورها

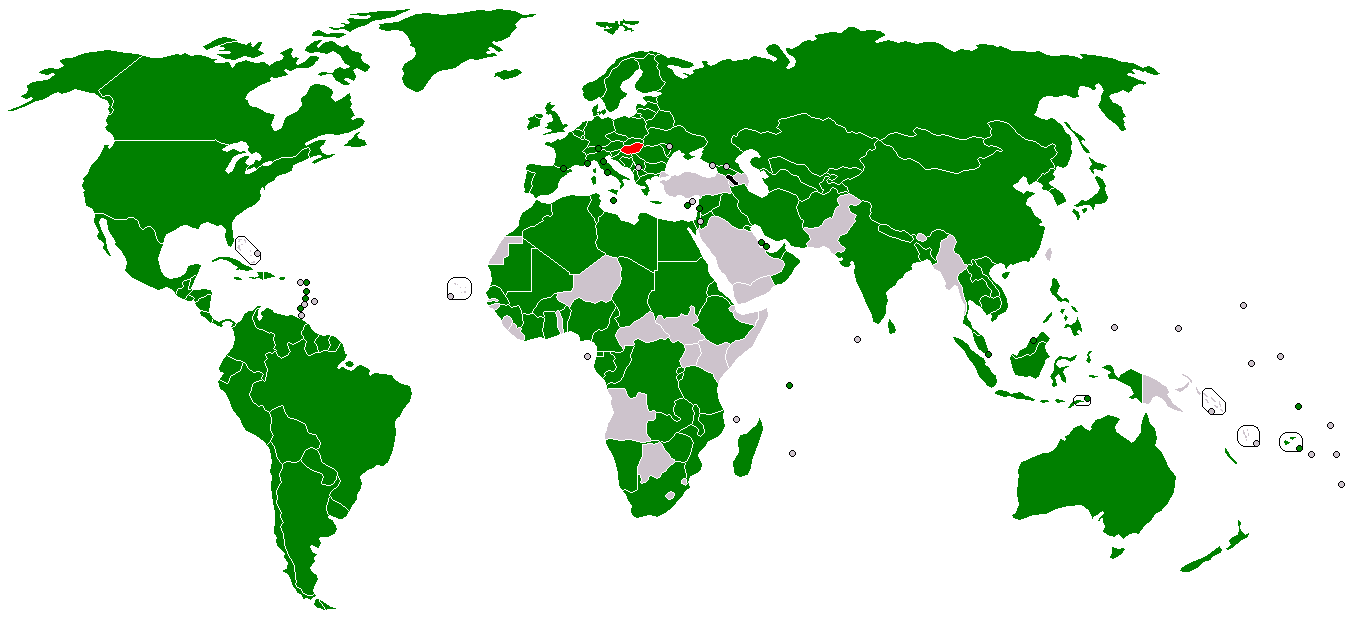

جمهوری ارمنستان با ۱۵۱ کشور روابط دیپلماتیک دارد که عبارتنداز: آلبانی، افغانستان، آندورا، استرالیا، اتریش، باهاما، بلاروس، بلژیک، بنین، بوتان، بنگلادش، برزیل، بلغارستان، کانادا، چاد، شیلی، جمهوری خلق چین، ساحل عاج، کرواسی، کوبا، قبرس، جمهوری چک، دانمارک، جمهوری دموکراتیک کنگو، مصر، تیمور شرقی، گینه استوایی، استونی، اتیوپی، فنلاند، فرانسه، گرجستان، آلمان، یونان، گرنادا، سریر مقدس، هندوراس، ایسلند، هند، اندونزی، ایران، عراق، جزیره ایرلند، اسرائیل، ایتالیا، ژاپن، قزاقستان، کویت، کره شمالی، کره جنوبی، قرقیزستان، لتونی، لبنان، لیختن‌اشتاین، لیتوانی، لوکزامبورگ، لیبی، جمهوری مقدونیه، مالت، موریتانی، مکزیک، مولداوی، موناکو، مونته‌نگرو، میانمار، نروژ، هلند، نیجریه، امان، مالت، پاراگوئه، لهستان، پرتغال، قطر، رومانی، روسیه، سن مارینو، صربستان، سیشل، اسلواکی، اسلوونی، آفریقای جنوبی، اسپانیا، سودان، سوازیلند، سوئد، سوئیس، سوریه، تاجیکستان، تایلند، ترکمنستان، تووالو، اوکراین، امارات متحده عربی، بریتانیا، ایالات متحده آمریکا، اروگوئه و ویتنام.

### اروپا
| کشور             | شروع روابط رسمی           | توضیحات |
| ---------------- | ------------------------- | --- |
| آلبانی           | ۱۸ فوریه ۱۹۹۳             | |
| آلمان            | ژانویه ۱۹۹۲               | ارمنستان در برلین سفارت و در کارلسروهه دارد. آلمان در ایروان سفارت دارد.                                          |
| آندورا           | ۱۸ نوامبر ۲۰۰۳            | |
| اتریش            | ۲۴ ژانویه ۱۹۹۲            | ارمنستان در وین سفارت دارد. اتریش در ایروان کنسولگری افتخاری دارد.                                                |
| اسپانیا          | ۲۷ ژانویه ۱۹۹۲            | ارمنستان در مادرید سفارت دارد و دو کنسولگری افتخاری در والنسیا و بارسلون دارد.                                    |
| استونی           | ۲۳ اوت ۱۹۹۲               | |
| اسلواکی          | ۱۴ ژانویه ۱۹۹۳            | |
| اسلوونی          | ۲۷ ژوئن ۱۹۹۴              | ارمنستان در لیوبلیانا سفارت دارد. اسلوونی در ایروان سفارت دارد.                                                   |
| اوکراین          | ۲۵ دسامبر ۱۹۹۲            | |
| ایتالیا          | ۱۲ مه ۱۹۹۳                | ارمنستان در رم سفارت و در میلان کنسولگری افتخاری دارد. ایتالیا در ایروان سفارت و در گیومری کنسولگری افتخاری دارد. |
| ایسلند           | ۱۹۹۵                      | |
| بریتانیا         | ۲۰ ژانویه ۱۹۹۲            | سفارت ارمنستان در لندن                                                                                            |
| بلاروس           | ۱۲ ژوئن ۱۹۹۳              | ارمنستان در مینسک سفارت دارد. بلاروس در ایروان سفارت و در گیومری کنسولگری افتخاری دارد.                           |
| بلژیک            | ۱۰ مارس ۱۹۹۲              | ارمنستان در بروکسل سفارت دارد. بلژیک در مسکو دارد.                                                                |
| بلغارستان        | ۱۸ ژانویه ۱۹۹۲            | |
| بوسنی و هرزگوین  | ۲۹ ژوئیه ۱۹۹۷             | |
| پرتغال           | ۲۵ مه ۱۹۹۲                | |
| جمهوری آذربایجان | No diplomatic relations   | |
| جمهوری ایرلند    | ۱۳ ژوئن ۱۹۹۶              | |
| جمهوری چک        | ۳۰ مارس ۱۹۹۲              | |
| دانمارک          | ۱۴ ژانویه ۱۹۹۲            | |
| روسیه            | ۳ آوریل ۱۹۹۲              | |
| رومانی           | ۱۷ نوامبر ۱۹۹۱            | ارمنستان در بخارست سفارت دارد. در رومانی ایروان سفارت دارد.                                                       |
| سان مارینو       | ۲۱ مارس ۲۰۰۶              | |
| سریر مقدس        | ۲۳ مه ۱۹۹۲                | |
| سوئد             | ۱۰ ژوئیه ۱۹۹۲             | ارمنستان در استکهلم سفارت دارد. از سال ۲۰۱۴ سوئد در ایروان سفارت دارد.                                            |
| سوئیس            | ۲۳ دسامبر ۱۹۹۱            | ارمنستان در ژنو سفارت دارد. سوئیس در ایروان سفارت دارد.                                                           |
| صربستان          | ۱۴ ژانویه ۱۹۹۳            | |
| فرانسه           | ۲۴ فوریه ۱۹۹۲             | ارمنستان در پاریس سفارت و در لیون و مارسی کنسولگری افتخاری دارد. فرانسه در ایروان سفارت دارد.                     |
| فنلاند           | ۲۵ مارس ۱۹۹۲              | |
| قبرس             | ۱۸ مارس ۱۹۹۲              | |
| کرواسی           | ۸ ژوئیه ۱۹۹۴              | |
| گرجستان          | ۱۷ ژوئیه ۱۹۹۲             | |
| لتونی            | ۲۲ اوت ۱۹۹۲               | |
| لوکزامبورگ       | ۱۱ ژوئن ۱۹۹۲              | |
| لهستان           | ۲۶ فوریه ۱۹۹۲             | ارمنستان در ورشو سفارت دارد. لهستان در ایروان سفارت دارد.                                                         |
| لیتوانی          | ۲۱ نوامبر ۱۹۹۱            | ارمنستان در ویلنیوس سفارت دارد.لیتوانی در ایروان سفارت دارد.                                                      |
| لیختن‌اشتاین      | ۷ مه ۲۰۰۸                 | |
| مالت             | ۲۷ مه ۱۹۹۳                | |
| مجارستان         | ۲۶ فوریه ۱۹۹۲–۳۱ اوت ۲۰۱۲ | |
| مقدونیه شمالی    | ۲۷ آوریل ۱۹۹۳             | |
| مولدووا          | مه ۱۹۹۲                   | |
| موناکو           | اکتبر ۲۰۰۸                | |
| مونته‌نگرو        |                           | |
| نروژ             | ۵ ژوئن ۱۹۹۲               | |
| هلند             | ۳۰ ژانویه ۱۹۹۲            | ارمنستان در لاهه سفارت و در هیلفرسوم کنسولگری افتخاری دارد.                                                       |
| یونان            | ۲۰ ژانویه ۱۹۹۲            | |

### آسیا
| کشور              | شروع روابط رسمی | توضیحات |
| ----------------- | --------------- | --- |
| اسرائیل           |                 | |
| امارات متحده عربی |                 | |
| ایران             |                 | سفارت ارمنستان در تهران                                                                                     |
| بوتان (کشور)      | ۲۷ سپتامبر ۲۰۱۲ | |
| پاکستان           |                 | |
| ترکمنستان         | ۱۹۹۲            | |
| ترکیه             |                 | |
| چین               | ۶ آوریل ۱۹۹۲    | |
| ژاپن              | ۷ سپتامبر ۱۹۹۲  | |
| سری‌لانکا          | ۱۲ فوریه ۱۹۹۲   | |
| سوریه             |                 | |
| فیلیپین           |                 | ارمنستان در مانیل کنسولگری دارد. فیلیپین در ایروان سفارت دارد.                                              |
| قزاقستان          | ۲۷ اوت ۱۹۹۲     | |
| کره جنوبی         | ۲۱ فوریه ۱۹۹۲   | ارمنستان در سئول کنسولگری افتخاری دارد. در ایروان کنسولگری افتخاری دارد.                                    |
| کره شمالی         | ۱۳ فوریه ۱۹۹۲   | |
| کویت              | ۱۹۹۴            | |
| لبنان             |                 | |
| مالزی             | ۱۱ مارس ۱۹۹۳    | |
| ویتنام            | ۱۹۹۲            | |
| هند               | ۳۱ اوت ۱۹۹۲     | از سال ۱۹۹۹ ارمنستان در دهلی نو سفارت و دو کنسولگری افتخاری در بمبئی و چنای دارد. هند در ایروان سفارت دارد. |

### آمریکا
| کشور                   | شروع روابط رسمی | توضیحات |
| ---------------------- | --------------- | ------- |
| آرژانتین               | ۱۷ ژانویه ۱۹۹۲  |         |
| آنتیگوآ و باربودا      | ۱۴ مه ۱۹۹۳      |         |
| اروگوئه                | ۱۹۹۲            |         |
| اکوادور                | ۲۰ مه ۱۹۹۷      |         |
| السالوادور             | ۲۲ مارس ۱۹۹۹    |         |
| ایالات متحده آمریکا    |                 |         |
| برزیل                  | ۱۷ فوریه ۱۹۹۲   |         |
| بلیز                   | ۱۲ فوریه ۱۹۹۹   |         |
| پاراگوئه               | ۲ ژوئیه ۱۹۹۲    |         |
| پاناما                 | ۷ اوت ۱۹۹۸      |         |
| پرو                    | ۲۰ آوریل ۱۹۹۲   |         |
| جامائیکا               | ۱ دسامبر ۱۹۹۵   |         |
| جمهوری دومینیکن        | ۹ اکتبر ۲۰۰۷    |         |
| سنت لوسیا              | ۱۷ اکتبر ۲۰۰۰   |         |
| سنت وینسنت و گرنادین‌ها | ۱۷ دسامبر ۲۰۰۴  |         |
| سورینام                | ۲۴ ژوئیه ۱۹۹۹   |         |
| شیلی                   | ۱۹۹۲            |         |
| بولیوی                 | ۲۷ ژوئیه ۱۹۹۲   |         |
| کاستاریکا              | ۸ آوریل ۱۹۹۷    |         |
| کانادا                 |                 |         |
| کوبا                   | ۲۷ مارس ۱۹۹۲    |         |
| گرینلند                | ۱۴ ژانویه ۱۹۹۲  |         |
| گواتمالا               | ۲۹ ژوئن ۱۹۹۸    |         |
| گویان                  | ۲۴ اکتبر ۲۰۰۳   |         |
| گرنادا                 | ۳ آوریل ۲۰۱۲    |         |
| مکزیک                  | ۱۴ ژانویه ۱۹۹۲  |         |
| نیکاراگوئه             | ۶ ژوئیه ۱۹۹۴    |         |
| ونزوئلا                | ۳۰ اکتبر ۱۹۹۳   |         |
| هائیتی                 | ۲۱ ژانویه ۱۹۹۹  |         |
| هندوراس                | ۱۶ سپتامبر ۲۰۱۱ |         |

### آفریقا و اقیانوسیه
| اتحادیه آفریقا        | ۲۵ اکتبر ۲۰۱۰   |  |
| آفریقای جنوبی         | ۱۹۹۳            |  |
| آنگولا                | ۳ اکتبر ۱۹۹۴    |  |
| اتیوپی                | ۱۹۹۳            |  |
| اریتره                | ۱۶ اکتبر ۱۹۹۴   |  |
| اسواتینی              | ۲۰۱۳            |  |
| الجزایر               | ۳۰ دسامبر ۱۹۹۲  |  |
| اوگاندا               | ۲۸ ژوئن ۲۰۱۳    |  |
| بنین                  | ۲ اوت ۲۰۰۷      |  |
| بورکینافاسو           | ۱۶ نوامبر ۱۹۹۲  |  |
| بوروندی               | ۲۸ مه ۱۹۹۲      |  |
| تانزانیا              | ۱۹۹۲            |  |
| تونس                  | ۱۵ ژوئیه ۲۰۰۲   |  |
| توگو                  | ۲۵ نوامبر ۲۰۱۶  |  |
| جمهوری دموکراتیک کنگو | ۱۰ نوامبر ۲۰۱۵  |  |
| جیبوتی                | ۱۰ اکتبر ۲۰۱۵   |  |
| چاد                   | ۲۶ دسامبر ۲۰۰۶  |  |
| کیپ ورد               | ۲۶ فوریه ۲۰۰۷   |  |
| رواندا                | ۲۰۰۴            |  |
| زامبیا                | ۱۹۹۳            |  |
| زیمبابوه              | ۱۹۹۲            |  |
| ساحل عاج              | ۱۳ مه ۱۹۹۸      |  |
| سنگال                 | ۸ اکتبر ۲۰۰۴    |  |
| سودان                 | ۸ دسامبر ۱۹۹۲   |  |
| سودان جنوبی           |                 |  |
| سیرالئون              | ۲۲ مارس ۲۰۰۴    |  |
| سیشل                  | ۱۹ آوریل ۲۰۰۶   |  |
| غنا                   | ۲۹ مه ۱۹۹۲      |  |
| کامرون                | ۲۸ مه ۲۰۰۷      |  |
| کنیا                  | ۱۳ ژوئیه ۱۹۹۳   |  |
| جمهوری کنگو           | ۱۵ مارس ۲۰۰۷    |  |
| کومور                 | ۳ ژوئیه ۲۰۰۸    |  |
| گابن                  | ۹ مارس ۱۹۹۴     |  |
| گینه                  | ۱۹۹۲            |  |
| گینه استوایی          | ۱۹ مه ۱۹۹۲      |  |
| گینه بیسائو           | ۳ سپتامبر ۱۹۹۲  |  |
| لیبی                  | ۲۰۰۰            |  |
| ماداگاسکار            | ۱۹۹۳            |  |
| مالاوی                | ۲۰ ژانویه ۲۰۱۲  |  |
| مالی                  | ۲۱ فوریه ۱۹۹۴   |  |
| مراکش                 | ژوئن ۱۹۹۲       |  |
| مصر                   | مارس ۱۹۹۲       |  |
| موریتانی              | ۳۰ ژانویه ۲۰۰۸  |  |
| موریس                 | ۲۸ ژوئن ۲۰۱۳    |  |
| موزامبیک              | ۱۳ سپتامبر ۱۹۹۵ |  |
| نامیبیا               | ۲ اکتبر ۲۰۰۶    |  |
| نیجریه                | ۴ فوریه ۱۹۹۳    |  |
| استرالیا              |                 |  |